# Landry Djimbi
Landry Armand Djimbi (ur. 18 lutego 1985 w Pointe-Noire) – kongijski piłkarz grający na pozycji defensywnego pomocnika. W swojej karierze rozegrał 13 meczów w reprezentacji Konga.

## Kariera klubowa
Swoją karierę piłkarską Djimbi rozpoczął w klubie Saint Michel d’Ouenzé. W 2003 roku zadebiutował w jego barwach w pierwszej lidze kongijskiej. W debiutanckim sezonie wywalczył z nim mistrzostwo Konga. W połowie 2005 roku przeszedł do gabońskiego Sogéa Libreville, w którym grał do końca 2006 roku.
W 2007 roku Djimbi został piłkarzem CSMD Diables Noirs. Występował w nim przez sześć sezonów. W tym okresie trzykrotnie został mistrzem Konga w sezonach 2007, 2009 i 2011 oraz zdobył Puchar Konga w sezonie 2012.
W 2013 roku Djimbi przeszedł do CARA Brazzaville, a w 2015 został zawodnikiem Étoile du Congo. W sezonie 2015 wywalczył z nim wicemistrzostwo kraju. W 2017 roku występował w JS Talangaï, w którym zakończył karierę.

## Kariera reprezentacyjna
W reprezentacji Konga Djimbi zadebiutował 5 czerwca 2005 w zremisowanym 0:0 meczu eliminacji do MŚ 2006 z Senegalem, rozegranym w Brazzaville. Brał również udział w kwalifikacjach do Pucharu Narodów 2006. Od 2005 do 2009 wystąpił w kadrze narodowej 13 razy.